# Alice Echols
Pour les articles homonymes, voir Echols.
Alice Echols est une essayiste, historienne et professeure d'études de genre et d'histoire à l'université du Sud de la Californie,.

## Biographie
Après ses études secondaires au Sidwell Friends School de Washington (District de Columbia), Alice Echols obtient son Bachelor of Arts (mention histoire) au Macalester College de Saint Paul dans le Minnesota, en 1973. Elle réussit son Master of Arts (Histoire) en 1980 puis son Doctorat en Histoire (Ph.D) en 1986 à l'université du Michigan.
Elle commence sa carrière d'universitaire à l'Université Rutgers.
Alice Echols réside à Santa Fe.

## Publications
- Shortfall: Family Secrets, Financial Collapse, and a Hidden History of American Banking, éd. New Press, 2017[5],
- Hot Stuff: Disco and the Remaking of American Culture, éd. W. W. Norton & Company, 2010,
- Shaky ground:The sixties and Its aftershocks, éd. Columbia University Press, 2001, rééd. 2002 ,
- Scars of Sweet Paradise: The Life and Times of Janis Joplin, éd. Picador, 1999, rééd. 2000,
- Daring to Be Bad: Radical Feminism in America 1967-1975 (avec un avant-propos d'Ellen Willis)[6], éd. University of Minnesota Press, 1989[7], réédité (édition de trentième anniversaire, avec introduction nouvelle) en 2019.

Elle a également écrit un chapitre sur le Mouvement de libération des femmes dans le livre de William McConnell: The counterculture movement of the 1960s, .éd. Greenhaven Press, 2004.

## Prix et distinctions (sélection)
- Prix du General Education Course Innovation Award, 2006-2007,
- Prix Gustavus Meyers Outstanding Book Award-pour Daring to Be Bad, 1990-1991,
- Boursière de l'ACLS Grant-in-Aid Fellowship, 1990,
- Boursière du Center for Gender Research Fellowship, 1985